# Groupement II/8 de Gendarmerie mobile
Le groupement II/8 (GGM II/8) était un groupement de Gendarmerie mobile française implanté à Dole (Jura) et appartenant à la 8e Légion de Gendarmerie mobile de Dijon. Dissous en juillet 2000, ses unités constitueront le groupement V/7 qui sera à son tours dissous en 2011.

## Implantation des unités
- EGM 21/8 à Dole devenu EGM 51/7 en juillet 2000 puis transféré au groupement IV/7 en octobre 2011 en tant qu'EGM 46/7.
- EGM 22/8 à Belfort devenu EGM 52/7 en juillet 2000 puis transféré au groupement II/7 en octobre 2011 en tant qu'EGM 26/7.
- EGM 23/8 à Besançon devenu EGM 53/7 en juillet 2000 puis dissous le 1er septembre 2010[1]
- EGM 24/8 à Mâcon devenu EGM 54/7 en juillet 2000 puis transféré au groupement IV/7 en octobre 2011 en tant qu'EGM 47/7.
- EGM 25/8 à Lure devenu EGM 55/7 en juillet 2000 puis transféré au groupement II/7 en octobre 2011 en tant qu'EGM 27/7.

## Appellations
- Groupement II/8 de Gendarmerie mobile (1991-2000)